# Royal Irish Constabulary
La Royal Irish Constabulary (RIC) o Real Policía Irlandesa fue el cuerpo de policía más importante de Irlanda durante la segunda mitad del siglo XIX y el primer cuarto del XX. 
Aparte de la RIC, existían en Irlanda otros cuerpos como la Policía Metropolitana de Dublín, que actuaba en la capital e iba sin armas, y divisiones especiales de la RIC operaban separadamente en Londonderry y Belfast.
Tras su desaparición en 1922, la RIC fue reemplazada por dos nuevas fuerzas: en el Estado Libre Irlandés, germen de la actual República de Irlanda, se creó la Garda Síochána (literalmente, Guardianes de la Paz), en tanto que la Royal Ulster Constabulary, la Real Policía del Ulster (sustituida por el Servicio de Policía de Irlanda del Norte tras el Acuerdo de Viernes Santo) patrullaba Irlanda del Norte, que permaneció en el Reino Unido. La Policía Metropolitana de Dublín fue desmantelada en 1925 y absorbida por la Garda Síochána. En torno al 75% de los efectivos eran católicos, y el resto miembros de otras Iglesias cristianas. El exitoso sistema aplicado por la RIC llevó a que se aplicara en la creación de la Policía Montada del Canadá, la Policía de Victoria en Australia y la Royal Newfoundland Constabulary de Terranova y Labrador.

## Historia de la policía en Irlanda

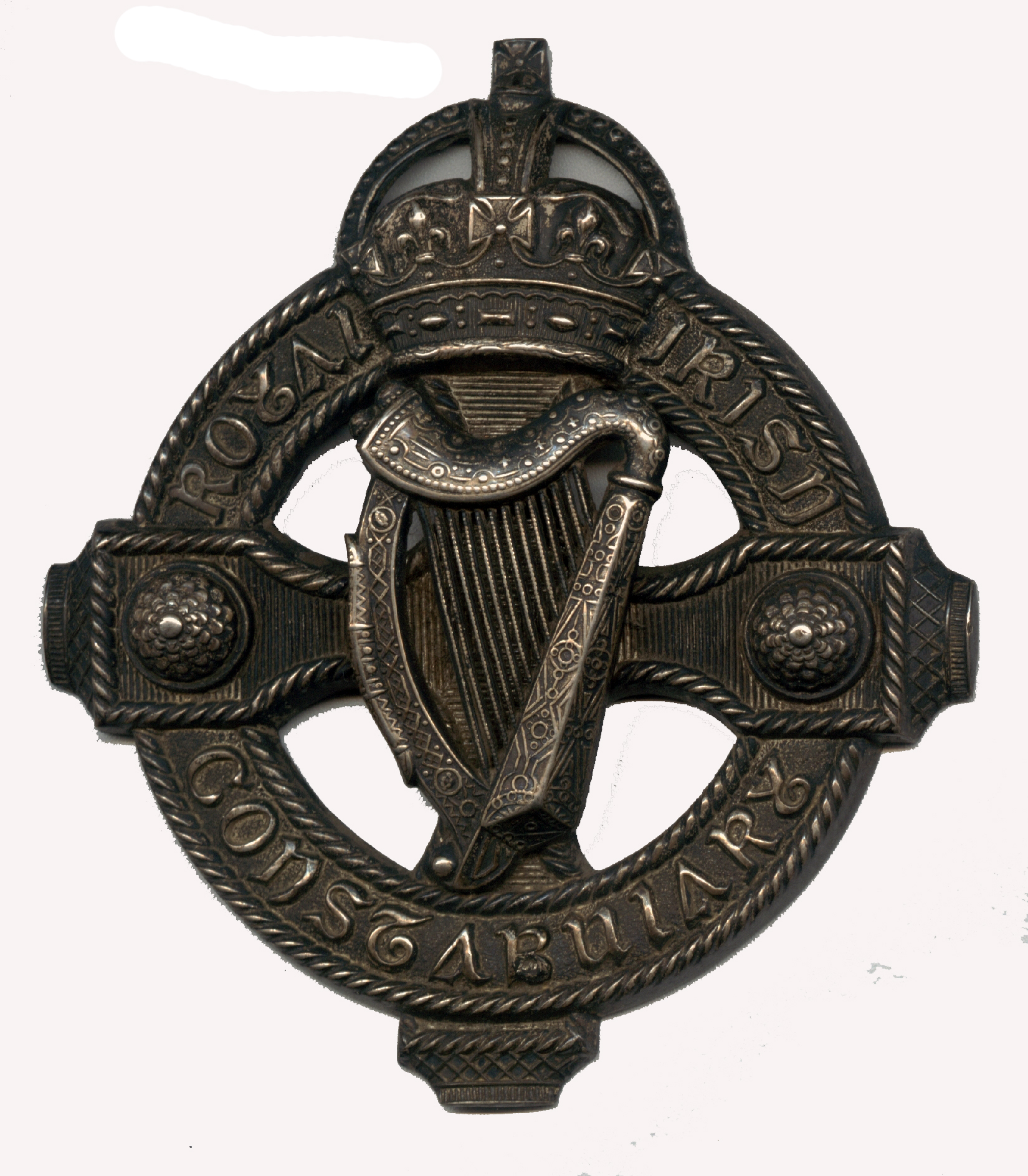
Insignia de la división de caballería de la RIC.

El primer cuerpo organizado de policía en Irlanda nació tras la promulgación de la Ley de Preservación de la Paz de 1814 y la Ley de Policía Irlandesa de 1822 marcó el comienzo de la RIC. Esta ley establecía la creación de una fuerza en cada baronía con jefes de policía e inspectores generales controlados por la administración inglesa del castillo de Dublín. En 1841 los efectivos de la RIC llegaban a los 8.600 hombres. La fuerza original había sido reorganizada tras la Ley de 1836, y el primer Reglamento Interno fue publicado en 1837. La disciplina era dura y el salario bajo. El descontento de la población rural ocasionaba frecuentes altercados, llegando en ocasiones a sangrientos enfrentamientos como los producidos durante la Guerra del Diezmo. También tuvieron que enfrentarse a organizaciones como los ribonistas, que atacaban a los terratenientes, destruyendo propiedades y ganado.
La nueva policía demostró su eficacia durante la campaña de agitación civil promovida en 1848 por el movimiento de la Joven Irlanda encabezado por William Smith O'Brien. Tras este periodo de agitación sucedió un periodo de relativa calma que duró hasta 1858, año de fundación de la Hermandad Republicana Irlandesa. Esta nueva organización apostaba por el uso de la fuerza y su primera acción fue el levantamiento feniano de 1867. Los Fenianos atacaron los cuarteles y comisarías más apartados de la RIC, aunque su revuelta fue atajada con contundencia y rapidez, gracias a los informadores infiltrados en la organización feniana. La lealtad de la Irish Constabulary fue premiada por la reina Victoria con la concesión del título "Real" y el derecho a usar la insignia de la Muy Ilustre Orden de San Patricio en su emblema. La RIC contribuyó a un marcado declive de los crímenes por todo el país. La inestabilidad y la violencia de la Irlanda rural a principios del siglo XIX, caracterizadas por la organizaciones secretas y las asambleas ilegales habían sido controladas. Las tareas policiales se limitaron a partir de entonces al control rutinario de delitos como la destilería ilegal, robos menores y embriaguez pública. Durante la depresión de 1879-1882 estalló la conocida como Guerra Agraria, causando numerosos incidentes. En Belfast, que vivía una auténtico boom industrial, la población obrera se incrementó espectacularmente hasta multiplicarse por cinco en cincuenta años. Como consecuencia, se produjeron serios disturbios en 1857, 1864, 1872 y 1886 que acabaron por provocar el desmantelamiento de la Belfast Town Police y el traspaso de responsabilidades a la RIC.

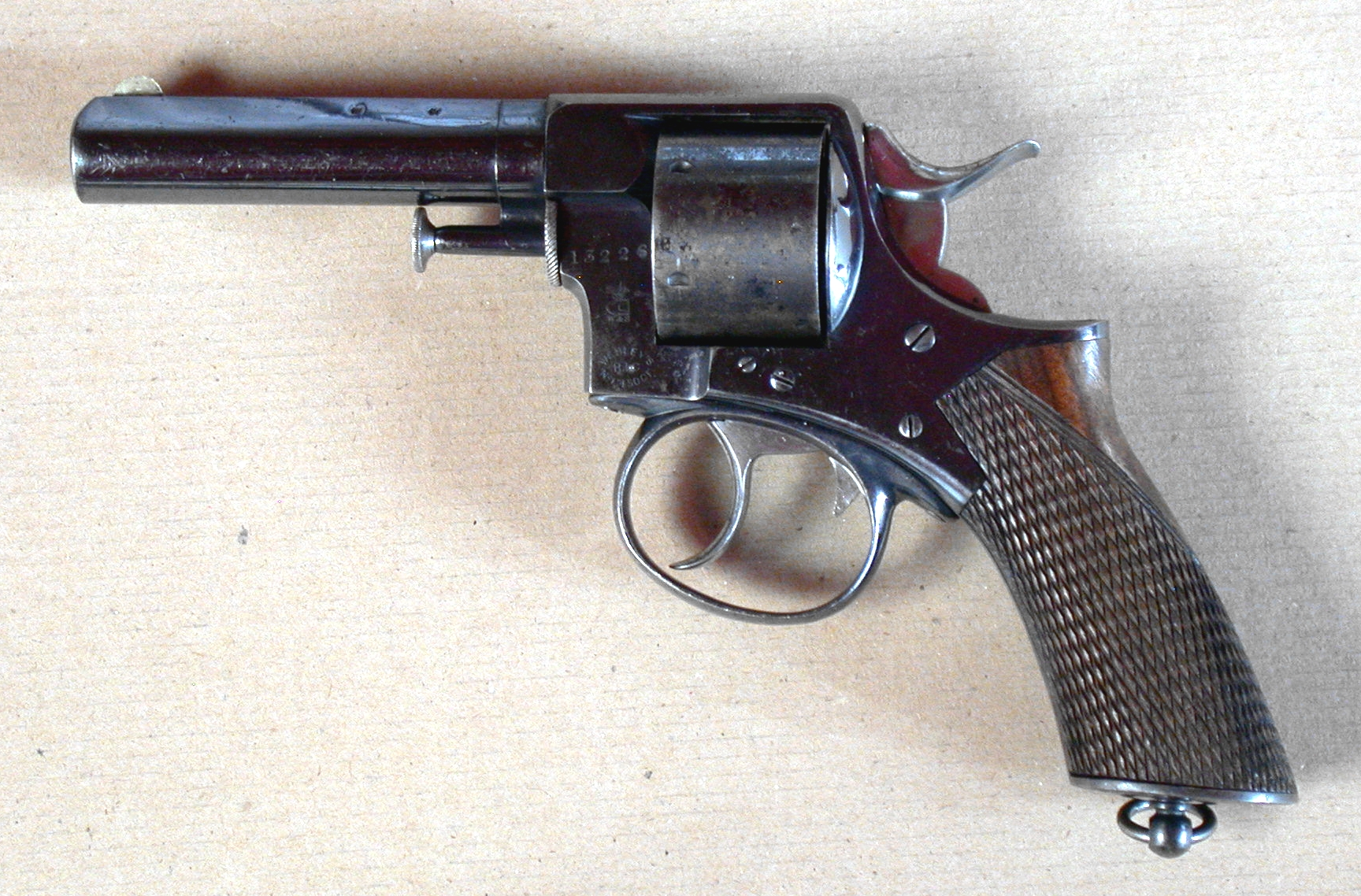
Webley 1868 RIC (Royal Irish Constabulary) Revólver Cal 450 CF.

A partir de la década de los 50, la RIC pasó a desempeñar funciones civiles junto con las tareas policiales, integrando a los agentes en las comunidades locales. Para 1901, existían 1.600 cuarteles y 11.000 agentes. La mayoría de los agentes de las áreas rurales provenían de la misma clase social y tenían la misma religión que sus vecinos. No obstante, se tomaron medidas estrictas para limitar las relaciones entre policía y población: no se permitía que un recluta siriviera en su condado de origen o en el de su esposa.
La tarea de llevar a efectos las decenas de miles de órdenes de desahucio tras la Guerra del Diezmo provocó que la desconfianza hacia la RIC se extendiera entre la población católica irlandesa a partir de mediados del siglo XIX. En la relativa calma que se vivió al final de la época victoriana y durante el periodo eduardiano, la RIC era considerada por muchos como una organización eficaz y eficiente, que sirvió de modelo para la creación de cuerpos similares a lo largo del Imperio Británico. Dentro del Reino Unido, gozaba de tanto prestigio como cualquier otra fuerza policial. Su espíritu militar la hacía diferente de otras policías de carácter más cívico. Los miembros de la RIC vestían un característico uniforme color verde oscuro con botones negros e insignia, derivado de la Brigada del Rifle de las Fuerzas Armadas.

## ElsigloXX
Sin embargo, la existencia de la RIC se vio seriamente alterada con la aparición de los movimientos nacionalistas de principios del siglo XX. Neville Francis Fitzgerald Chamberlain fue nombrado inspector general de la RIC en 1900. Su estancia al frente del cuerpo coincidió con la aparición y auge de movimientos y organizaciones políticas, culturales y deportivas que preconizaban la separación entre Irlanda e Inglaterra y que se agrupaban bajo el nombre común de Sinn Féin. El posible éxito de la tercera Ley de Autogobierno en 1912 comenzó a crear tensiones en el país: los detractores de la Ley crearon la Fuerza Voluntaria del Ulster en enero de 1913, mientras que los partidarios formaron los Voluntarios Irlandeses como respuesta; en total, 250.000 hombres, organizados como ejércitos privados. En sus informes a Augustine Birrell, Secretario Jefe para Irlanda y a Sir Mathew Nathan, Vicesecretario, Chamberlain alertaba de que los Voluntarios Irlandeses estaban planeando llevar a cabo un levantamiento y proclamar la independencia irlandesa. No obstante, en abril de 1916, cuando Nathan mostró a Chamberlain una carta en la que se informaba de un desembarco de armas en el suroeste de la isla y de la posibilidad de un levantamiento armado para Pascua, ambos dudaron acerca de la veracidad del rumor.
El levantamiento de Pascua comenzó el 24 de abril de 1916, lunes, y duró seis días, finalizando sólo cuando gran parte de la actual O'Connell Street había sido bombardeada. Aunque la Comisión Real que estudió los incidentes eximió a la RIC de toda responsabilidad, tanto Chamberlain como Birrell y Nathan habían dimitido.

## La Guerra de la Independencia
La victoria del Sinn Féin en las elecciones generales de 1918 (conocidas como las elecciones khaki) fue seguida por una reunión de un Parlamento Irlandés (el Dáil Éireann) en Mansion House, Dublín, y una proclamación unilateral de independencia.
El 21 de enero de 1919, fecha de la primera reunión del Dáil, dos agentes de servicio de la RIC, Patrick MacDonnell y James O’Connell fueron asesinados en Soloheadbeg, condado de Tipperary por una partida del IRA mientras custodiaban dinamita destinada a las minas locales. Este hecho marcó el comienzo efectivo de la Guerra de Independencia de Irlanda. El Ejército Republicano Irlandés, bajo la dirección de Michael Collins inició una campaña de ataques sistemáticos contra las fuerzas del Reino Unido. Mientras que el ejército controlaba las ciudades, la RIC era la primera línea en las zonas rurales.
A partir del otoño de 1919, la RIC se vio obligada a abandonar los barracones más aislados. El IRA declaró un boicot general hacia los miembros del cuerpo y las cortes del Dáil, bajo los auspicios del Sinn Féin y del IRA promovieron la creación de nuevas fuerzas policiales. Los miembros de la RIC eran amenazados, y varios fueron asesinados. En octubre de 1920, se subieron los sueldos pagados a los agentes en compensación por los mayores riesgos asumidos. En las zonas rurales, los pequeños comerciantes se negaban con frecuencia a atender a los miembros de la RIC por miedo a las represalias.
En octubre de 1920, según las informaciones del gobierno británico, 117 miembros de la RIC habían sido asesinados y 185 heridos. En tres meses, 600 hombres abandonaron el cuerpo de un total de 9.500. En el primer trimestre de 1920, 500 cuarteles situados en zonas aisladas fueron evacuados, y 400 de ellos fueron destruidos por el IRA para evitar su reutilización.
A consecuencia de esta retirada, personas y propiedades quedaron desprotegidas en muchas zonas periféricas, lo que motivó un auge del crimen en general, con robos, asaltos, asesinatos y destrucción de la propiedad. Las grandes mansiones fueron incendiadas, con frecuencia para evitar su uso posterior con fines policiales o militares. Gran parte del rico patrimonio arquitectónico irlandés fue destruido.
Ante la reducción de fuerza y la desmoralización general de la policía, el gobierno del Reino Unido reclutó a veteranos ingleses y escoceses de la Primera Guerra Mundial y los envió a Irlanda en 1920, donde pasaron a formar unidades de reserva conocidas como los "Black and Tans" y la División Auxiliar de la RIC.
Paddy O'Shea, hijo de un sargento de la RIC describió a estos hombres como "una plaga y una bendición. Trajeron ayuda, pero intimidaban incluso a aquiellos que habían venido a ayudar". Varios hombres de la RIC dimitieron en protesta por la conducta brutal e indisciplinada y por el empleo de tácticas de guerra excesivas de los nuevos reclutas.
Algunos oficiales de la RIC cooperaron con el IRA, bien por convicción, miedo o una combinación de ambos. Un ataque a los barracones del RIC en Cookstown, condado de Tyrone en junio de 1920 fue llevado a cabo con la ayuda de hombres de la RIC, del mismo modo que los barracones de Schull, en Cork. Incluso en los niveles más altos del castillo de Dublín había simpatizantes del IRA.
En diciembre de 1920, fue promulgada la Ley de Autogobierno. El Parlamento de Irlanda del Norte se reunió, decidiendo permanecer fuera en el Reino Unido. En el sur se creó el Estado Libre Irlandés, que se convirtió en un dominio dentro del Imperio Británico. Sin embargo, tras la aprobación del Tratado Anglo-Irlandés por el Dáil, estalló una guerra civil entre las facciones pro y anti Tratado.
La RIC fue finalmente desmantelada en enero de 1922 y reemplazada por la Garda Síochána en el Estado Libre y por la Real Policía del Ulster (Royal Ulster Constabulary, RUC) en Irlanda del Norte. Muchos de los antiguos agentes de la RIC se mudaron al norte y pasaron a engrosar las filas de la RUC, que tuvo en sus inicios una participación católica del 40%.
Otros miembros de la RIC optaron por unirse a la Garda. Muchos de estos hombres habían asistido al IRA en sus operaciones. Algunos se retiraron, recibiendo el pago de pensiones por parte del Estado Libre Irlandés, según los estipulado en el Tratado. Otros, ante el temor a las represalias, emigraron al Reino Unido o a otras partes del Imperio, donde formaron parte de las fuerzas policiales de Canadá, Australia o Nueva Zelanda. Algunos se unieron a la Gendarmería Palestina reclutada en esta época.